# Horacio Ameli
Horacio Andrés Ameli (Rosario, 7 de julio de 1974) es un exfutbolista argentino que se desempeñaba como marcador central. 
Entre los equipos más importantes en los que jugó se encuentran River Plate, San Lorenzo de Almagro, Internacional, América y São Paulo.

## Trayectoria

### Comienzos
Apodado "Coco", Ameli comenzó jugando en la segunda división del fútbol de Argentina en el club Central Córdoba de su ciudad natal. Allí debuta en 1991 y juega en esa institución hasta 1994, cuando es transferido al club Colón. Allí logra un excelente rendimiento, y con el equipo sabalero conseguiría el ascenso a la primera división. En ese equipo jugó una temporada en la B Nacional (1994-1995) y otra en Primera A durante 1995 y 1996.

### Debut en Europa
Su experiencia europea comienza justamente a mediados de 1996 cuando el Rayo Vallecano español decide ficharlo, allí jugó también en dos categorías, en la Primera División de España 1996-97, y por el descenso del Rayo Vallecano, en la Segunda División de España 1997-98.

### Regreso
Retorna a la Argentina para sumarse a las filas de San Lorenzo de Almagro que había formado un equipo muy competitivo comandado por Alfio Basile con la idea de ganar el campeonato local. Finalmente eso no sucedió: el cuervo quedó lejos de pelear el campeonato y su entrenador, Alfio Basile, perdería su cargo antes de que terminase el certamen. Más allá de esto, Ameli se consolidó como titular indiscutido de la defensa azulgrana. En el equipo de Boedo jugó cuatro temporadas, en ese lapso ganó dos títulos, el Clausura 2001 y la Copa Mercosur del mismo año. Lamentablemente su salida de San Lorenzo no fue la ideal, jugó la primera fecha del Clausura 2002 y la semana siguiente rescindió el contrato que lo ligaba a aquel equipo de la peor manera, sin dejarle ningún rédito al club.

### En Brasil
En el año 2002 se desempeñó en dos grandes equipos de la liga brasileña de fútbol, en el primer semestre defendió los colores del Internacional y los seis meses restantes los hizo jugando para el São Paulo. En 2003 es contratado por River Plate argentino por pedido de su entrenador Manuel Pellegrini quien ya había dirigido al jugador cuando era entrenador de San Lorenzo.

### Nuevo regreso
En River Plate fue también el titular de la zaga defensiva. Obtuvo en ese equipo el Torneo Clausura 2003 y el mismo torneo del año siguiente. A mediados de 2004 fue vendido al Club de Fútbol América, pero su pésimo desempeño lo hizo volver a los seis meses nuevamente al club de Núñez. A pesar de su paso destacado por el club Millonario, perdió la final de la Copa Sudamericana 2003 contra el Cienciano del Cusco.

### Conflictos con el grupo y retiro
En 2005 comenzó a caerse seriamente su carrera como jugador profesional ya que tuvo un duro problema con su compañero Eduardo Tuzzio, al mantener una relación con la esposa de éste. Su problema personal afectó al resto del plantel millonario que comenzó a pedir que Ameli fuera separado del grupo. Mientras surgía el conflicto entre sus dos defensores centrales, River Plate sufrió una debacle futbolística, quedando afuera de la Copa Libertadores de América al perder con São Paulo Futebol Clube de Brasil en semifinales (por 2 a 0 y 3 a 2) y desplomarse en el torneo local donde pudo ganar apenas 1 de los últimos 9 partidos del certamen (el final) y perdiendo 6 de esos 9. Finalizado el primer semestre de 2005 el entrenador Leonardo Astrada pidió que Ameli fuera separado del plantel profesional. Ameli se vio obligado a entrenar con las divisiones inferiores del club, incluso tras la renuncia de Astrada a la dirección técnica de River, ya que el técnico que lo reemplazó también decidió prescindir del jugador.
En 2006 volvió a jugar en condición de cedido en Colón, pero su rendimiento fue muy por debajo de su nivel, y de hecho convirtió un gol en contra en un partido ante Boca Juniors. Finalizado el primer semestre de 2006 tuvo que retornar a River, quien era el dueño de su pase, pero jamás volvió a vestir la camiseta del club de Núñez ni a jugar como futbolista profesional.

## Clubes
| Club                      | País      | Año       |
| ------------------------- | --------- | --------- |
| Central Córdoba (Rosario) | Argentina | 1991-1994 |
| Colón                     | Argentina | 1994-1996 |
| Rayo Vallecano            | España    | 1996-1998 |
| San Lorenzo               | Argentina | 1998-2002 |
| SC Internacional          | Brasil    | 2002      |
| São Paulo                 | Brasil    | 2002      |
| River Plate               | Argentina | 2003-2004 |
| América                   | México    | 2004      |
| River Plate               | Argentina | 2005      |
| Colón                     | Argentina | 2006      |

También fue convocado en el Torneo Preolímpico Sub-23 Tandil y Mar del Plata 1996, bajo la Dirección Técnica de Daniel Alberto Passarella.

## Palmarés

### Campeonatos regionales
| Título            | Club          | Estado             | Año  |
| ----------------- | ------------- | ------------------ | ---- |
| Campeonato Gaúcho | Internacional | Río Grande del Sur | 2002 |

### Campeonatos nacionales
| Título           | Club        | País      | Año    |
| ---------------- | ----------- | --------- | ------ |
| Primera División | San Lorenzo | Argentina | C-2001 |
| Primera División | River Plate | Argentina | C-2003 |
| Primera División | River Plate | Argentina | C-2004 |

### Copas internacionales
| Título        | Equipo      | Sede         | Año  |
| ------------- | ----------- | ------------ | ---- |
| Copa Mercosur | San Lorenzo | Buenos Aires | 2001 |